# Sharon Shannon
Sharon Shannon (Corofin, 12 novembre 1968) è una musicista irlandese.
Sharon Shannon è principalmente nota per le sue esibizioni di musica folk con organetto e violino, ma si è anche dedicata a strumenti tipici irlandesi come il tin whistle e il melodeon. Nel 1991 ha pubblicato il suo primo album, Sharon Shannon, che è uno degli album di musica tradizionale irlandese di maggior successo fino ad oggi. I generi musicali dai quali Sharon Shannon ha tratto ispirazione spaziano dal reggae al cajun e alla musica francese e portoghese.
Un suo pezzo, Cavan Potholes, è la sigla finale della trasmissione Geo & Geo, in onda su RAI 3.

## Discografia

### Album
- 1991 - Sharon Shannon
- 1992 - A Woman's Heart
- 1994 - Out of the Gap
- 1997 - Each Little Thing
- 1999 - The Spellbound: The Best of Sharon Shannon
- 2000 - The Diamond Mountain Sessions
- 2002 - Live in Galway
- 2003 - Libertango
- 2005 - Tunes
- 2006 - The Sharon Shannon Collection 1990-2005
- 2006 - Upside Down
- 2007 - Sharon Shannon and Big Band - Live at Dolans
- 2007 - Renegade
- 2009 - Saints and scoundrels
- 2012 - Flying Circus - (with the RTE Concert Orchestra)
- 2015 - In Galway with Alan Connor

## Filmografia
- 2007 - Sharon Shannon and Big Band - Live at Dolans